# Проба (платформа)
Про́ба — платформа Ириновского направления Октябрьской железной дороги на 26-м километре линии Пискарёвка — Ладожское Озеро.
Платформа Проба была открыта в составе Ириновской железной дороги в 1892 году.

ПРОБЫ — станция Ириновской жел. дороги 1 двор, 2 м. п. (1896 год)

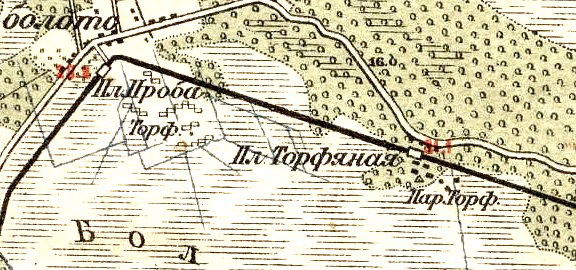
Платформа Проба на карте 1909 года

ПРОБА — ж.-д. станция Пробинского сельсовета, 3 хозяйства, 10 душ. Все русские. (1926 год)

Платформа Проба на карте 1931 года

Расположена на однопутном участке Мельничный Ручей — Ладожское Озеро, между платформами Корнево и Рахья. Электрифицирована в 1966 году. Имеет одну высокую боковую платформу с небольшим металлическим навесом от осадков, расположенную с правой стороны пути. Билетные кассы отсутствуют. Вокруг расположены пристанционный посёлок Проба и Ириновские торфяные болота. Железная дорога к северу от платформы резко сворачивает на восток в сторону платформы Рахья, а к югу идёт почти строго прямо в сторону платформы Корнево. Пассажиропоток довольно низкий. На платформе останавливаются все проходящие через неё пригородные электропоезда.

## Фотогалерея

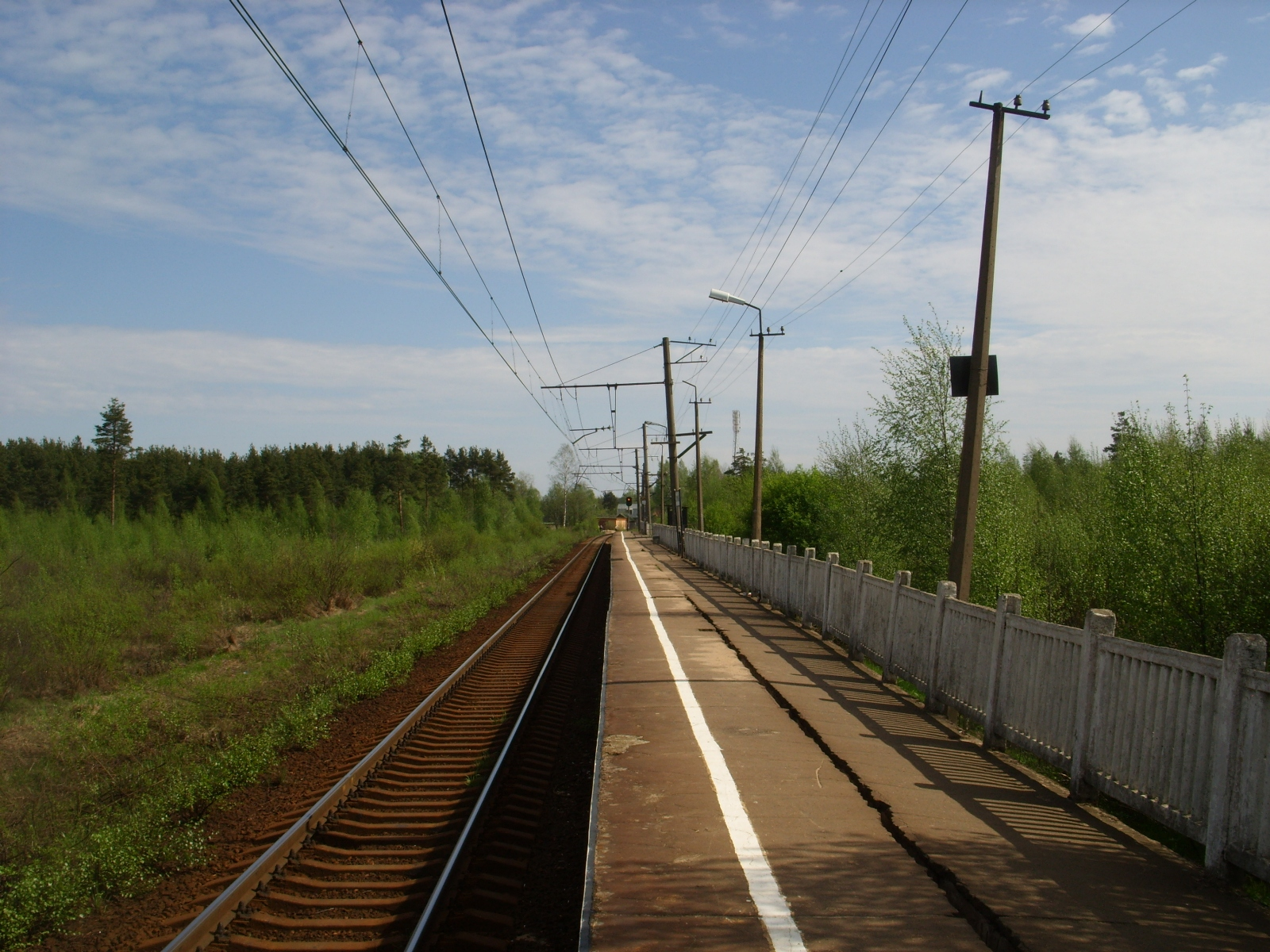
Вид в сторону Ладожского Озера
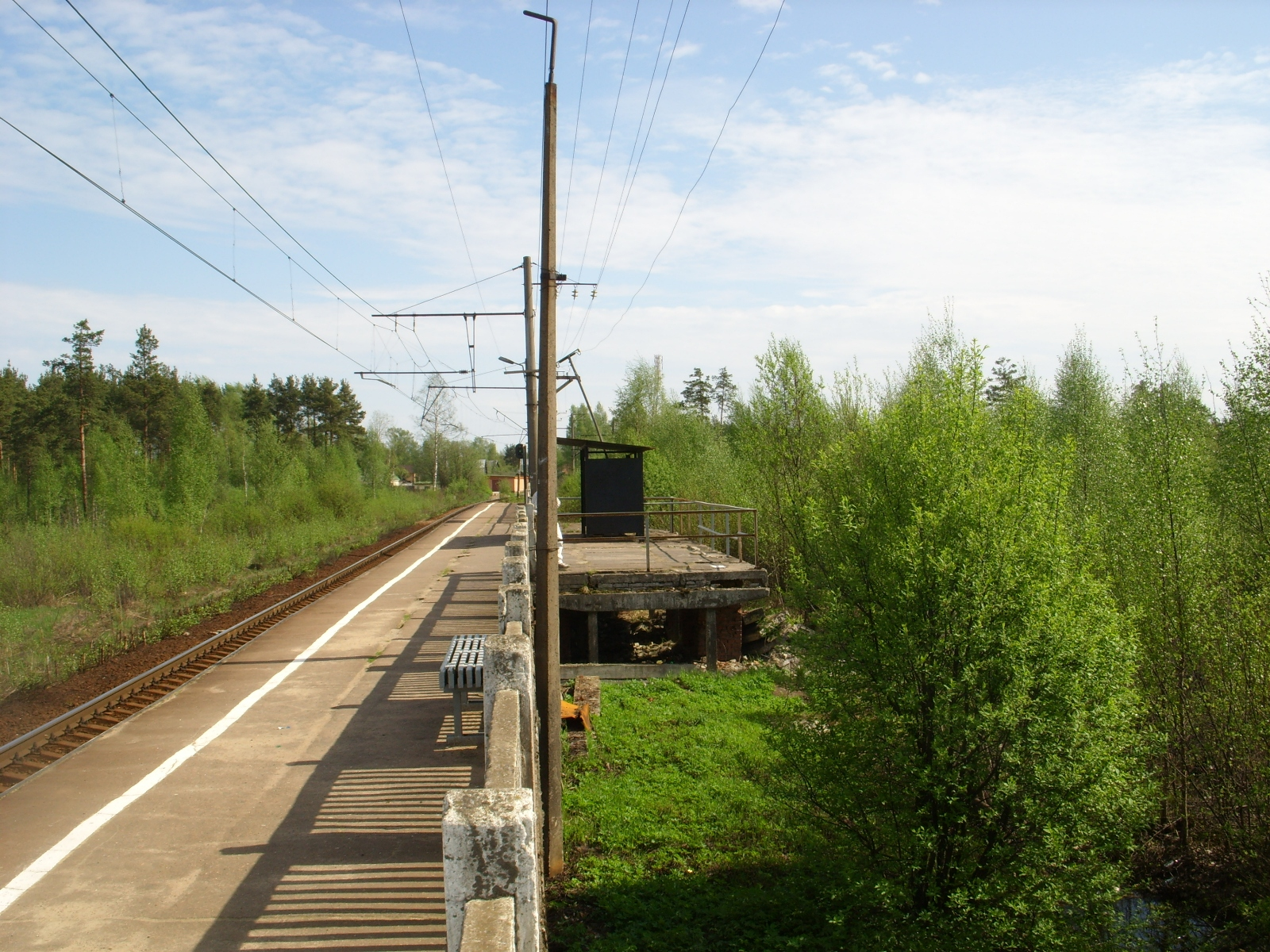
Балкон, вид в сторону Ладожского Озера
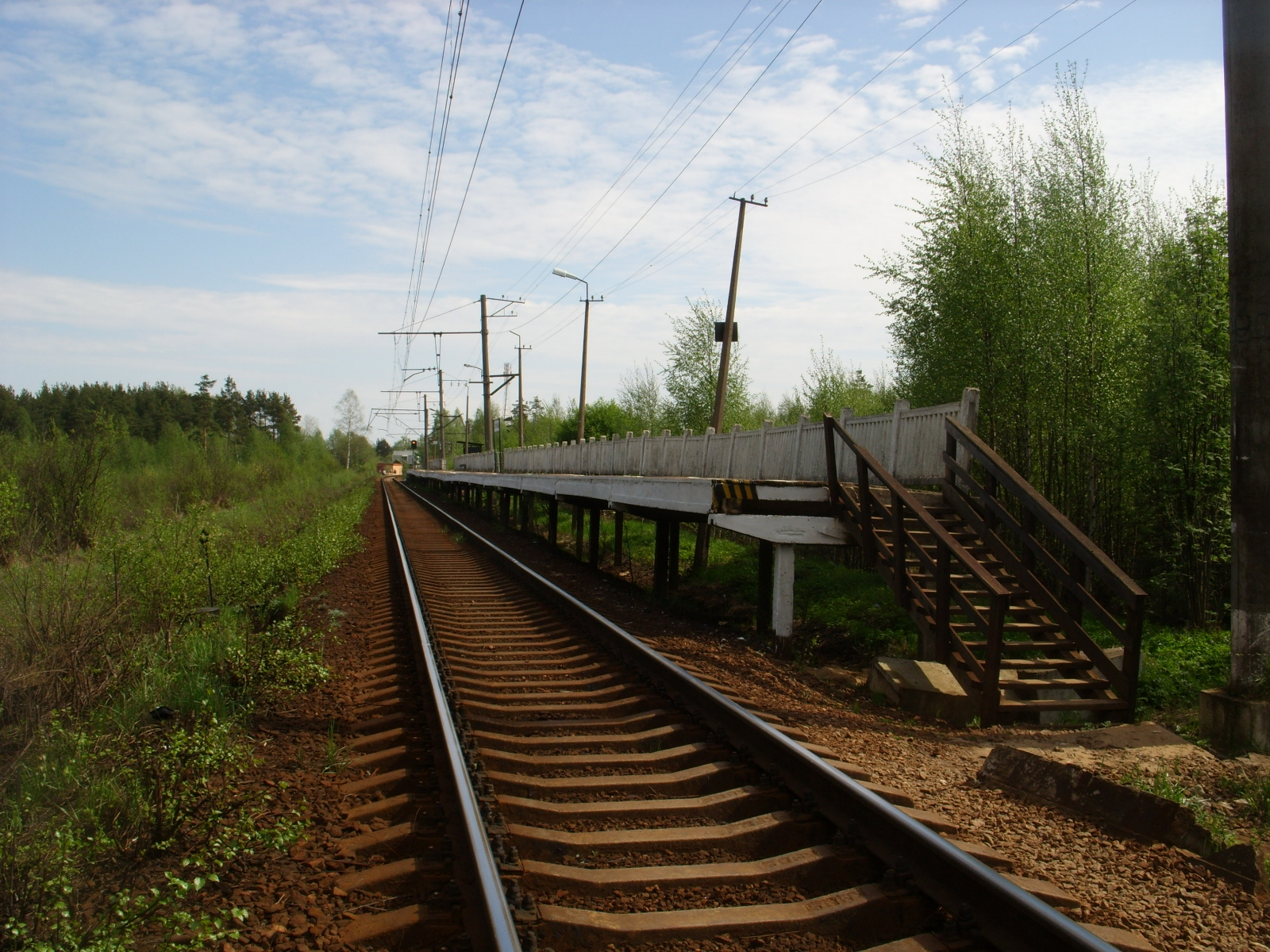
Вид в сторону Ладожского Озера
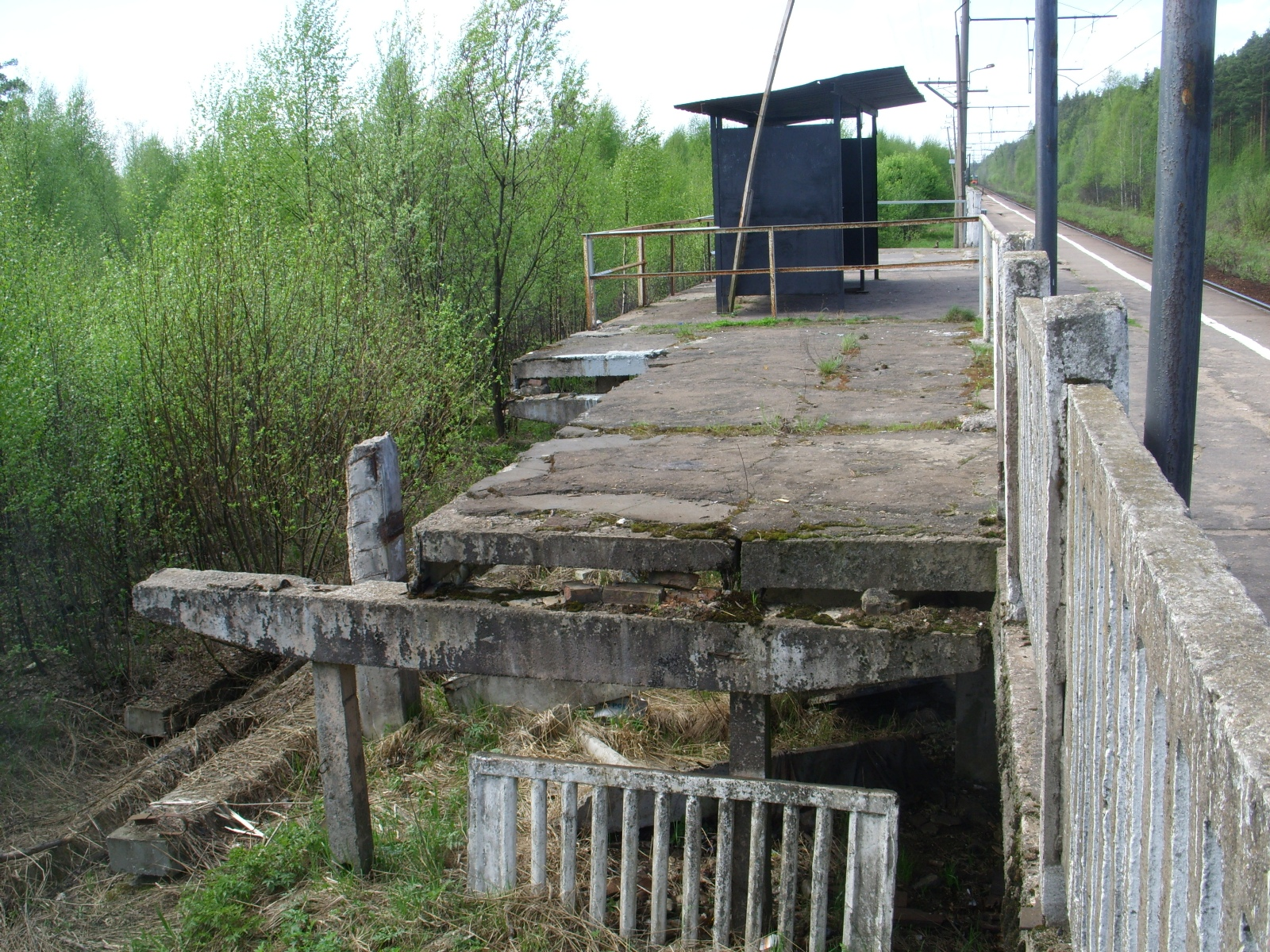
Балкон крупным планом, вид в сторону Санкт-Петербурга